# Vestiges des murs du ghetto de Varsovie

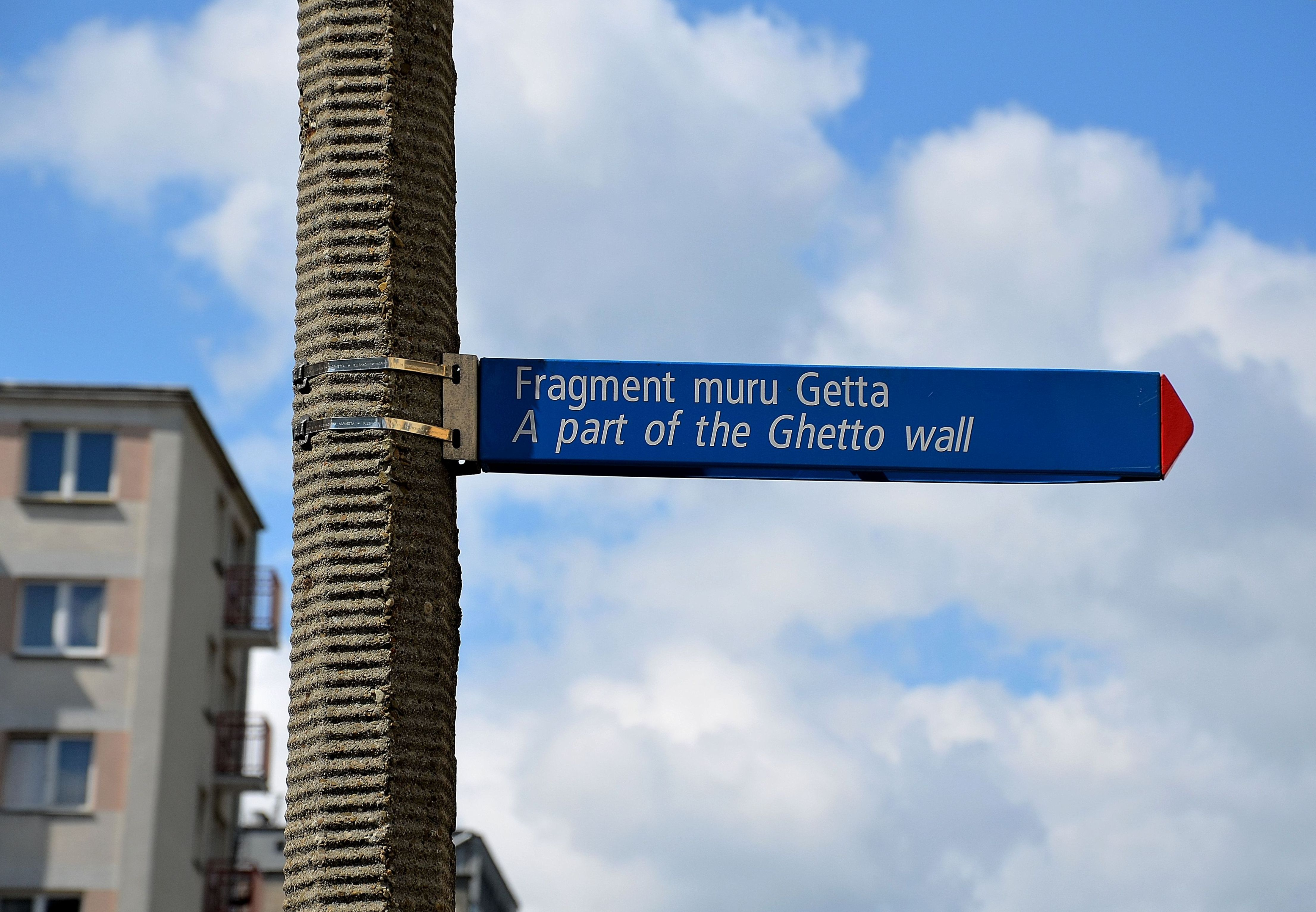
Indicateur de direction, 62 rue Złota.

Les vestiges du mur du ghetto de Varsovie sont tous les fragments conservés des murs entre les édifices d’avant-guerre qui ont délimité la frontière entre le ghetto de Varsovie et le quartier aryen à partir du 16 novembre 1940.
En 1940, la longueur totale du mur du ghetto était d'environ 18 kilomètres. La majorité des murs d’un quartier juif fermé, sauvée après le soulèvement du ghetto et l’insurrection de Varsovie, a été détruite après la Seconde Guerre mondiale. Les fragments peu nombreux du mur qui courait le long des immeubles et les murs des bâtiments ont été sauvegardés. Les trois fragments les plus connus du mur du ghetto de Varsovie sont situés dans la partie du ghetto appelée le petit ghetto, dans les cours des immeubles situés aux 55 rue Sienna, 62 rue Złota  et 11 rue Waliców.

## Localisations géographiques

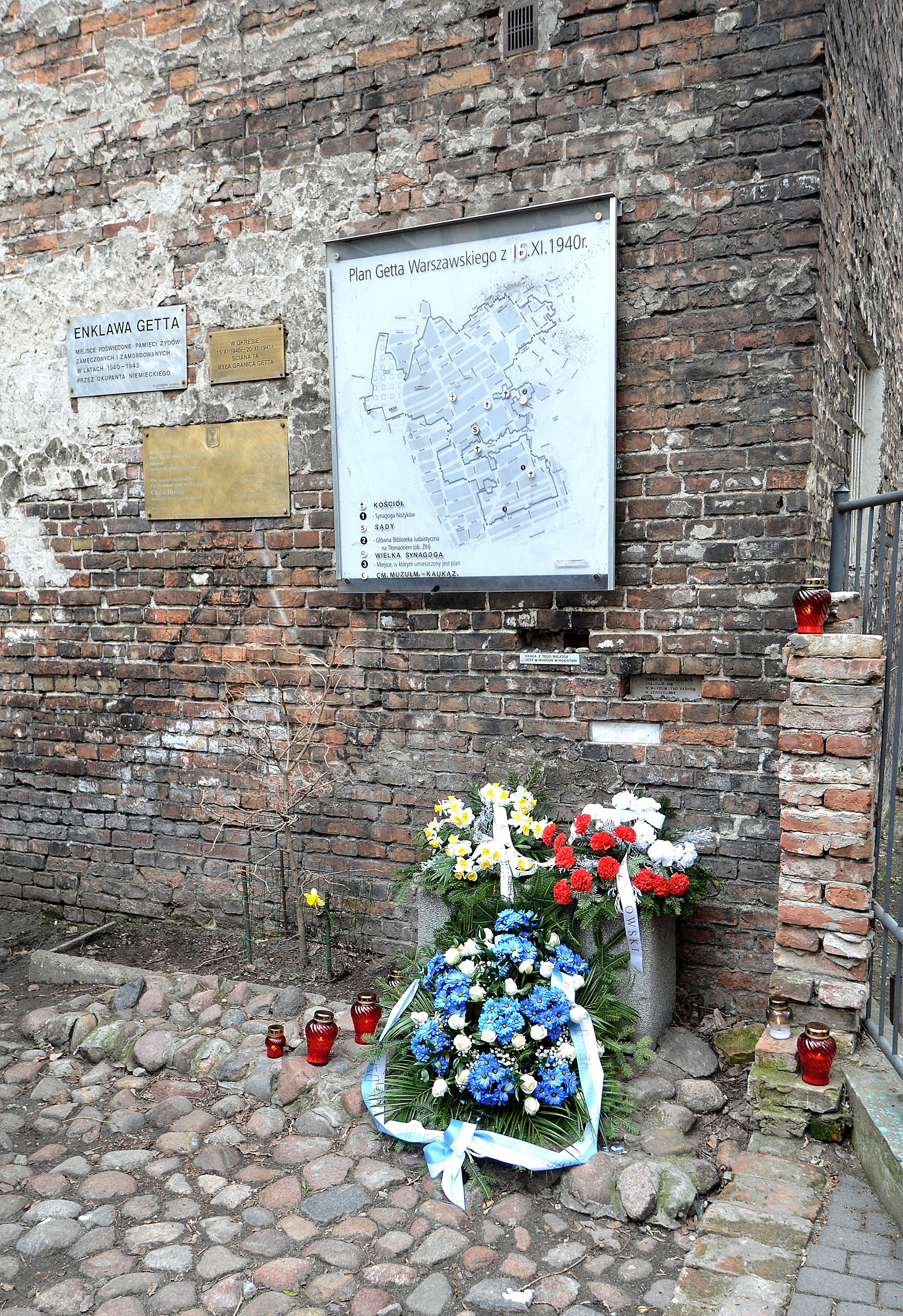
Les plaques commémoratives sur le fragment du mur du ghetto, 62 rue Złota.

- Les plaques commémoratives sur le fragment du mur du ghetto, 62 rue Złota.55 rue Sienna – le mur d’une hauteur d’environ 3 mètres, entre les immeubles à 53 et 55 rue Sienna qui avait existé déjà avant 1940, délimitait la zone du ghetto.  À son gauche, il se trouve le mémorial, placé là grâce aux efforts de Mieczysław Jędruszczak[2], initiateur de l’action de commémoration de ce lieu. Dans le mur, il y a les deux briques manquantes, qui ont été transportées au Musée Mémorial de l’Holocauste à Washington en 1989 (dans ce musée on peut voir aussi la réplique du fragment du mur). À l’est du mur (la zone aryenne d’autrefois, aujourd’hui - la cour du lycée Henryk Sienkiewicz) il se trouve le mémorial[3] inauguré en janvier 2010. On peut accéder au fragment du mur de 55 rue Sienna  par l’entrée de 62 rue Złota . En 2017, les autorités du quartier ont pris des mesures pour la rénovation du mur et de son entourage; entre autres, en 2018 le mur sera accessible du côté du lycée XII, et près du mur du côté de la rue Aleja Jana Pawła II, l’espace didactico-historique[4] sera créée.
- 62 rue Złota  -  le fragment de la paroi du bâtiment d’une hauteur d’environ 6 mètres constitue le mur du ghetto. Il s’y trouve le plan du ghetto de Varsovie et la plaque commémorative, inauguré le 26 mai 1992 par le président d’Israël Chaim Herzog pendant sa visite officielle en Pologne. Quelques briques de ce fragment du mur ont été transportées au Musée de l’histoire de l’Holocauste Yad Vashem à Jérusalem et aux musées à Houston et à Melbourne.
- 11 rue Waliców – le mur du bâtiment de l’ancienne brasserie d’Herman Jung marquait la frontière du ghetto de novembre 1940 à août 1942. Dans les années 1999-2000, le mur a été intégré dans le bureau Aurum[5].
- Le cimetière juif – de novembre 1940 jusqu’à l’exclusion de la nécropole du terrain du ghetto, la frontière du ghetto a été délimitée par le mur du cimetière du côté des rues Młynarska, Smętna, Spokojna, Kolska et par la partie nord du mur du côté de la rue Okopowa.
- Les tribunaux municipaux (pol. Sądy Grodzkie) à Leszno (53/55 ancienne rue Leszno, aujourd’hui le tribunal régional (pol. Sąd Okręgowy), 127 avenue Solidarnośc) – de novembre 1940 jusqu’à août 1942 la frontière du ghetto a été délimitée par les parois latérales (du nord, de l’est et de l’ouest) et les murs entourant les cours intérieures du bâtiment de tribunal (le bâtiment a été exclu du terrain du ghetto).
- 41 rue Chłodna  - de novembre 1940 jusqu’à décembre 1941 la paroi latérale du bâtiment a constitué le fragment de la frontière de l’ouest du petit ghetto qui passait à l’arrière du bâtiment dans la rue Wronia.
- 4/28  rue Krochmalna - de novembre 1940 jusqu’à décembre 1941 la paroi latérale du bâtiment a constitué le fragment de la frontière du nord du petit ghetto.
- 55 rue Ogrodowa  - de novembre 1940 jusqu’à décembre 1941 la paroi latérale du bâtiment a constitué le fragment de la frontière de l’ouest du petit ghetto qui passait à l’arrière du bâtiment dans la rue Wronia.
- 78  rue Okopowa– le fragment du mur qui entourait le bâtiment de la tannerie Temler i Szwede (du côté de la station-service dans la rue Stawki, en face de la rue Smocza) était en même temps le mur du ghetto pendant toute la période de l’existence de ce quartier fermé.
- 10 rue Stawki – le fragment du mur du ghetto délimitant Umschlagplatz[6],[7] a été conservé à l’arrière de Zespół Szkół Licealnych i Ekonomicznych nr 1. En 2014, le mur a été démonté et reconstruit après le nettoyage des briques[8].
- La rue Świętojerska/le coin de la rue Nowowiniarska[9] – la frontière du ghetto a été marquée par le mur dont le petit fragment se trouve à l’entrée du parking souterrain à l’arrière du bâtiment de la Cour suprême.

## Images

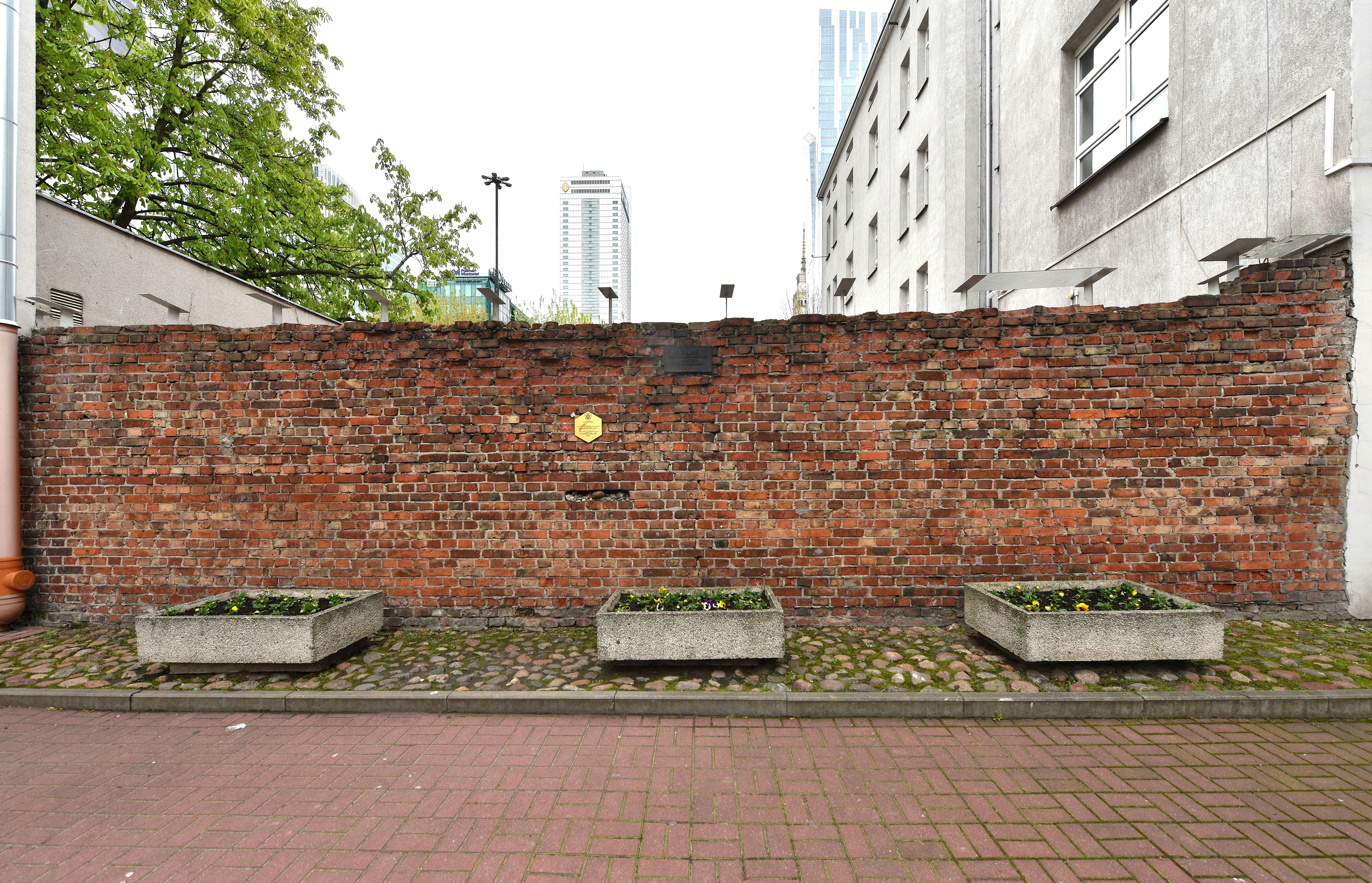
55 rue Sienna
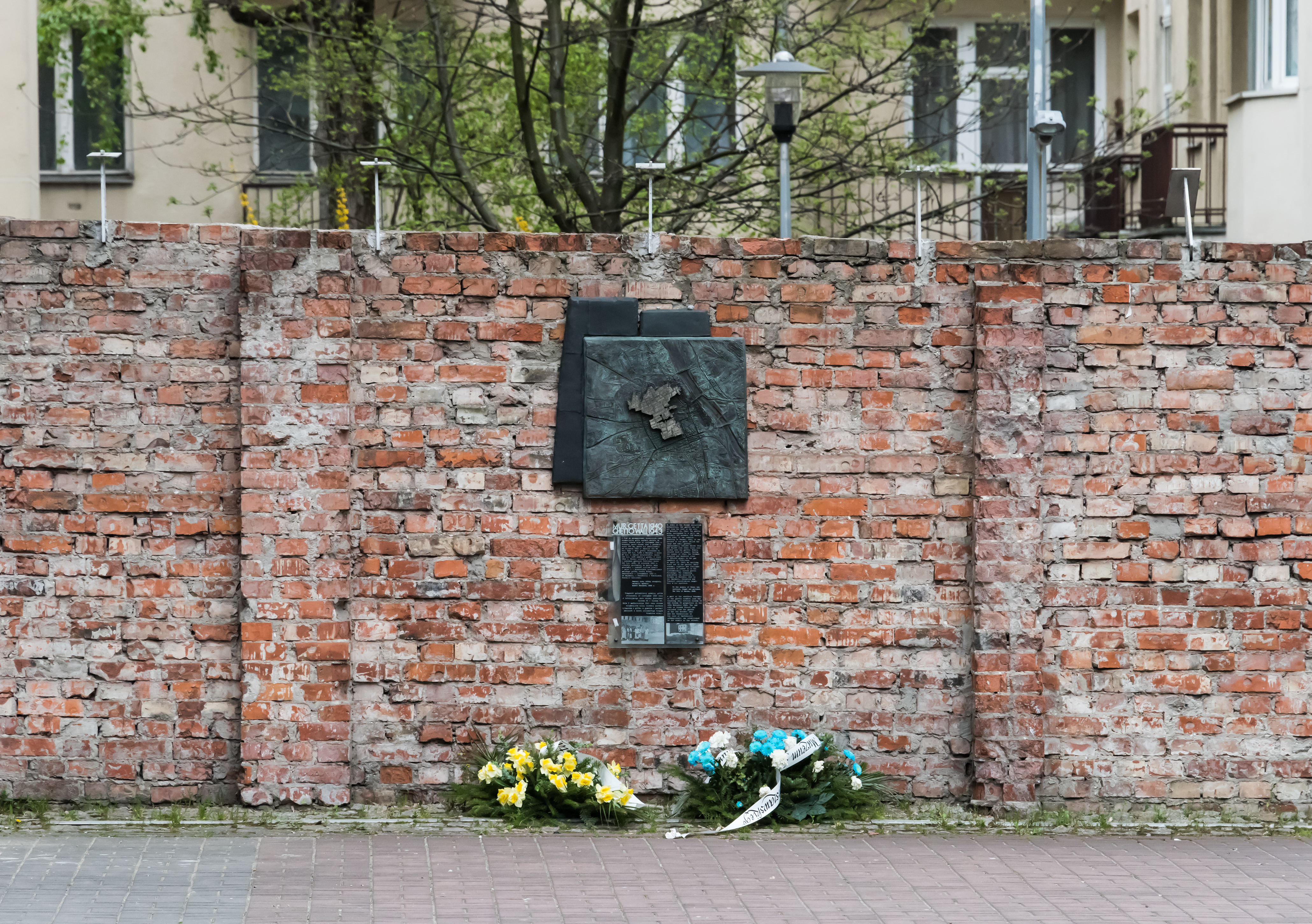
Mémorial, 55 rue Sienna  (du côté de 53 rue Sienna).
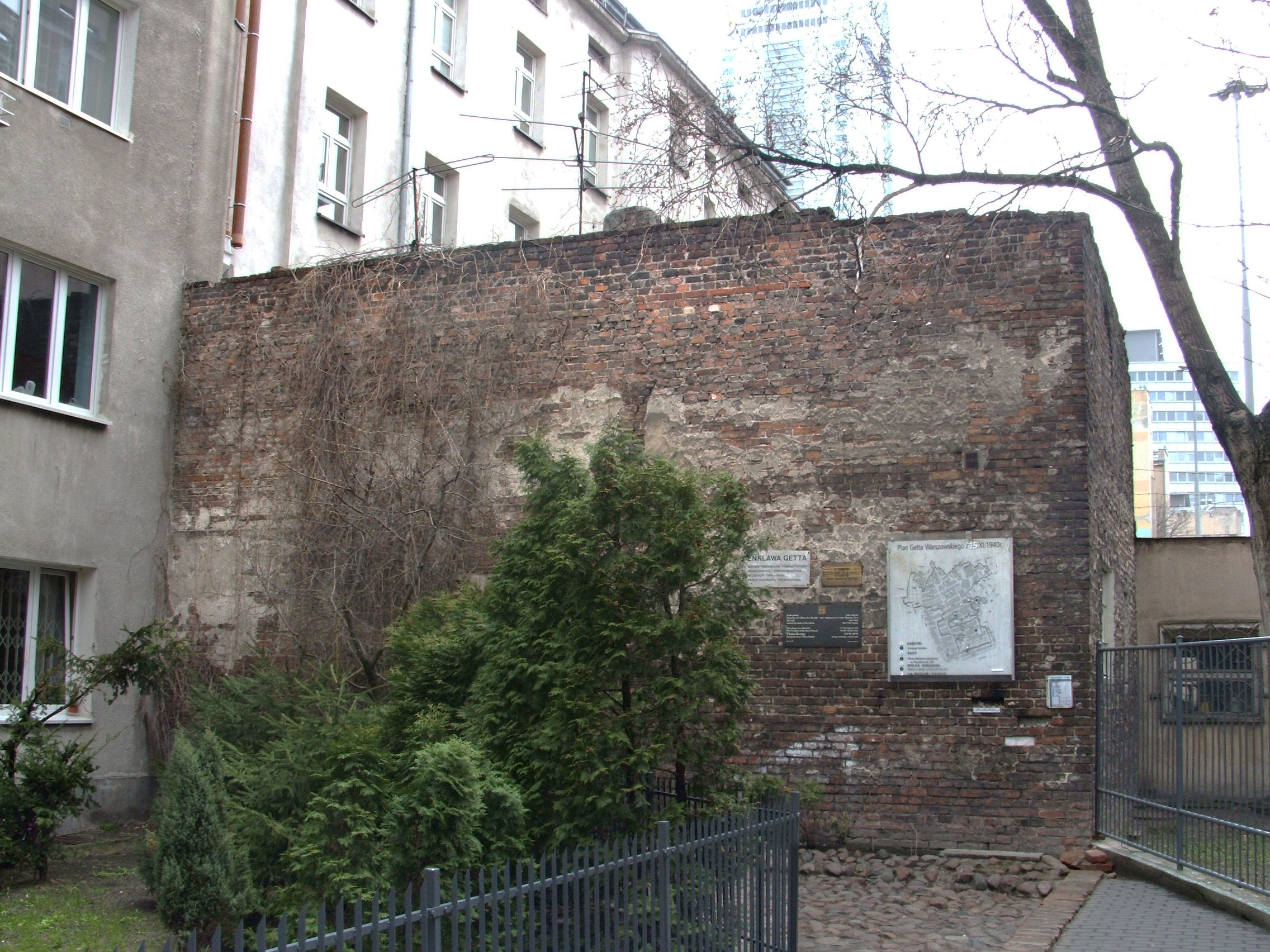
62 rue Złota.
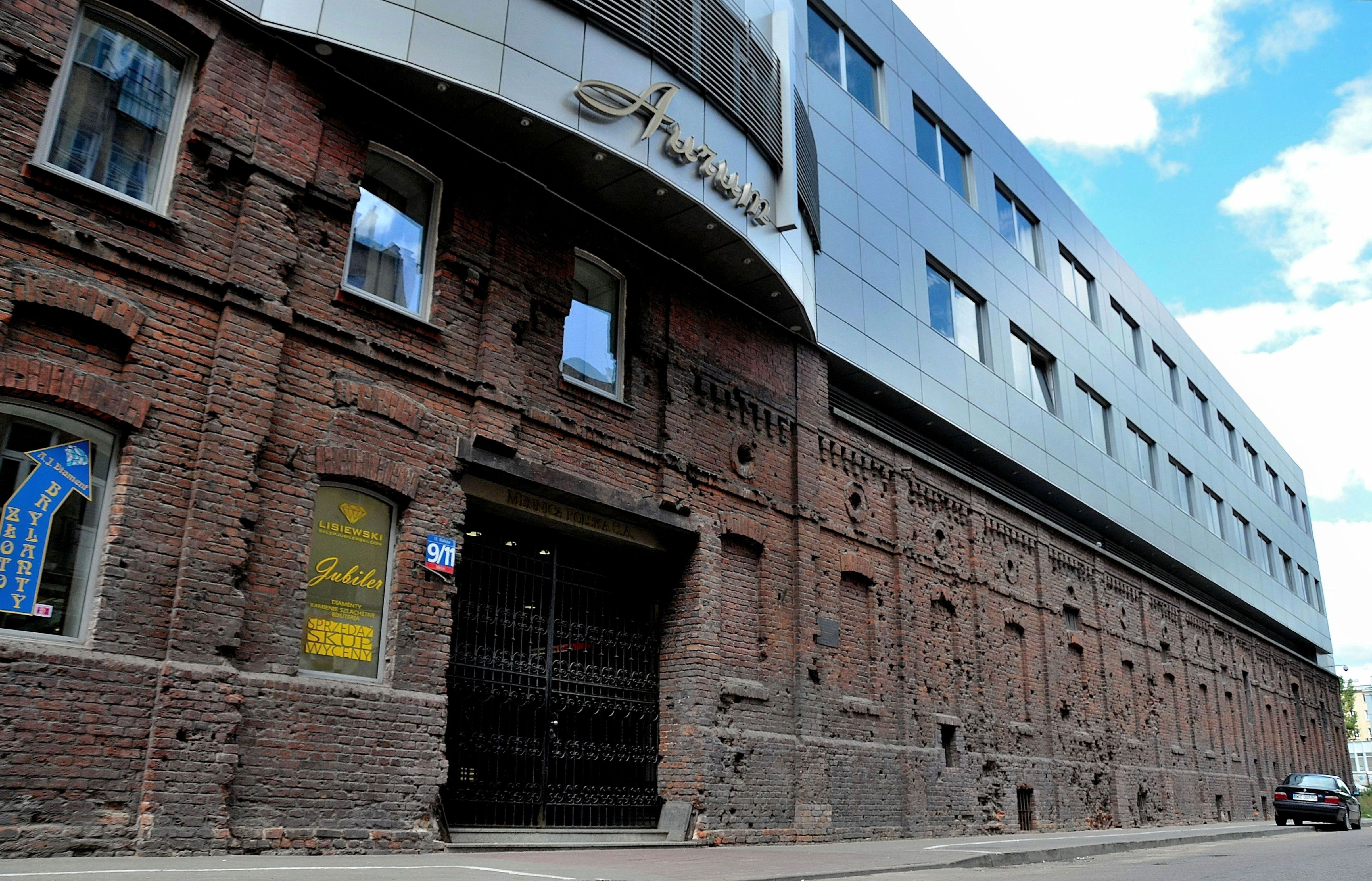
11 rue Waliców.
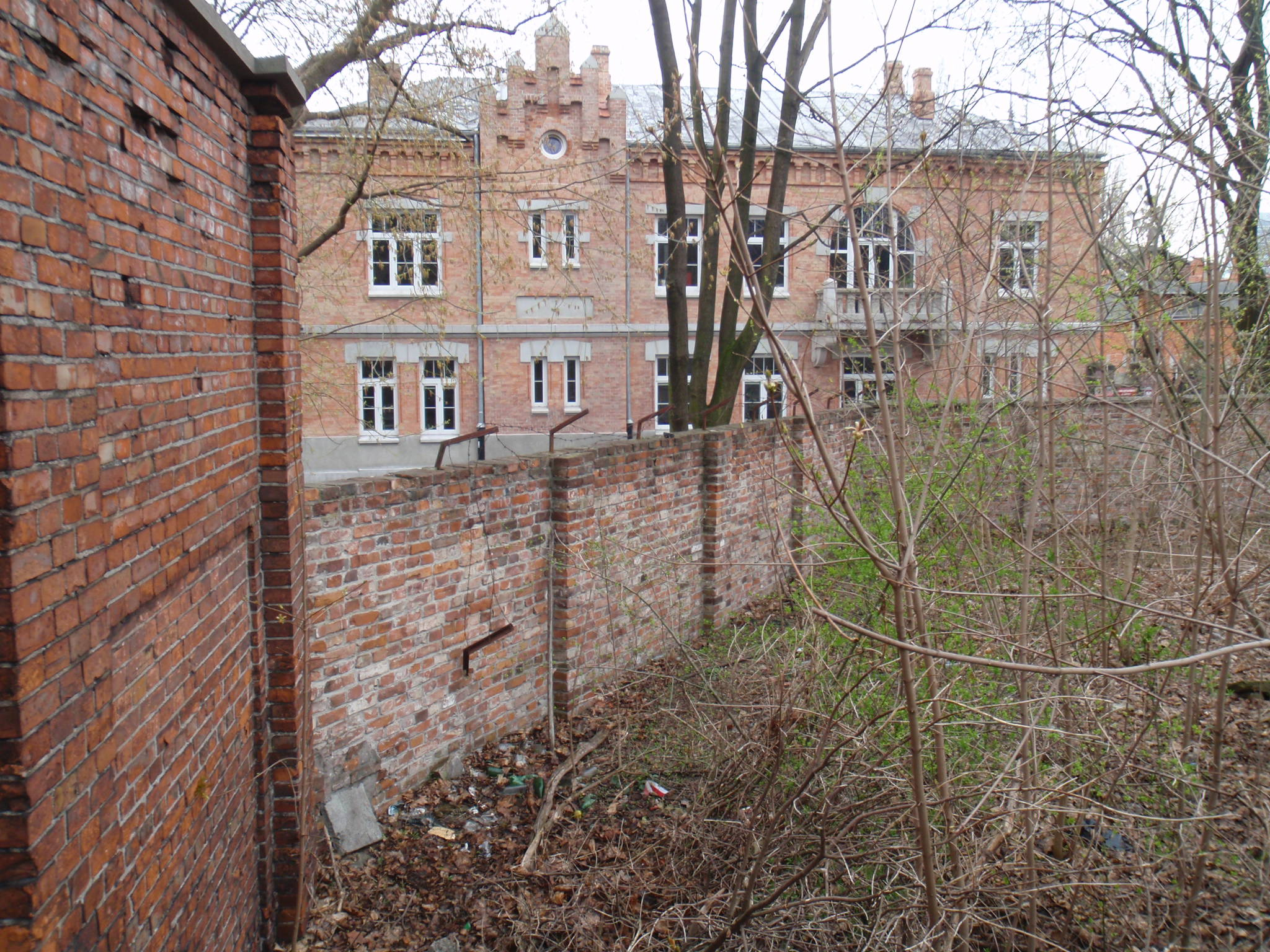
Le mur du cimetière juif, rue Spokojna.
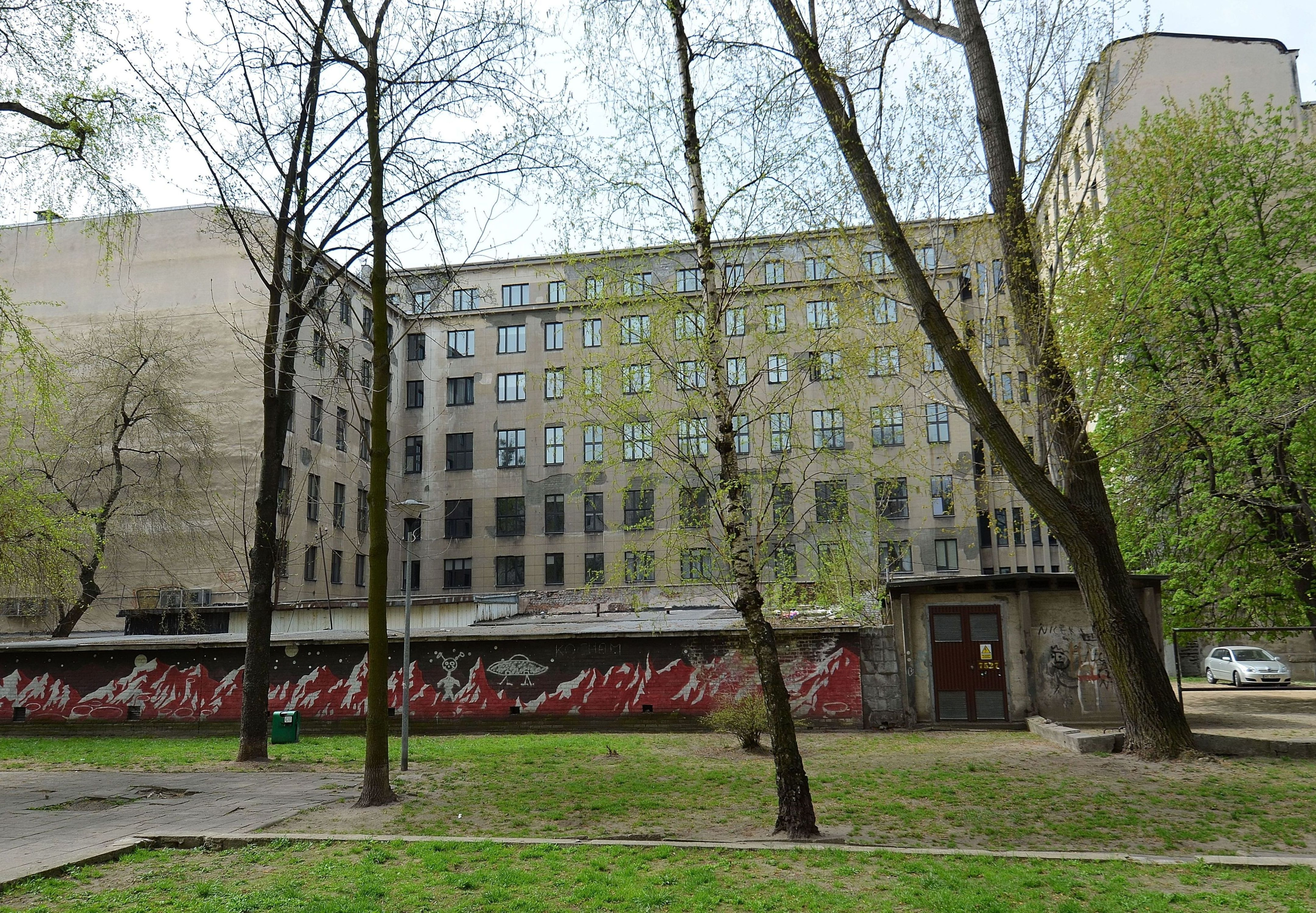
Le bâtiment des tribunaux municipaux (vu de l’est).
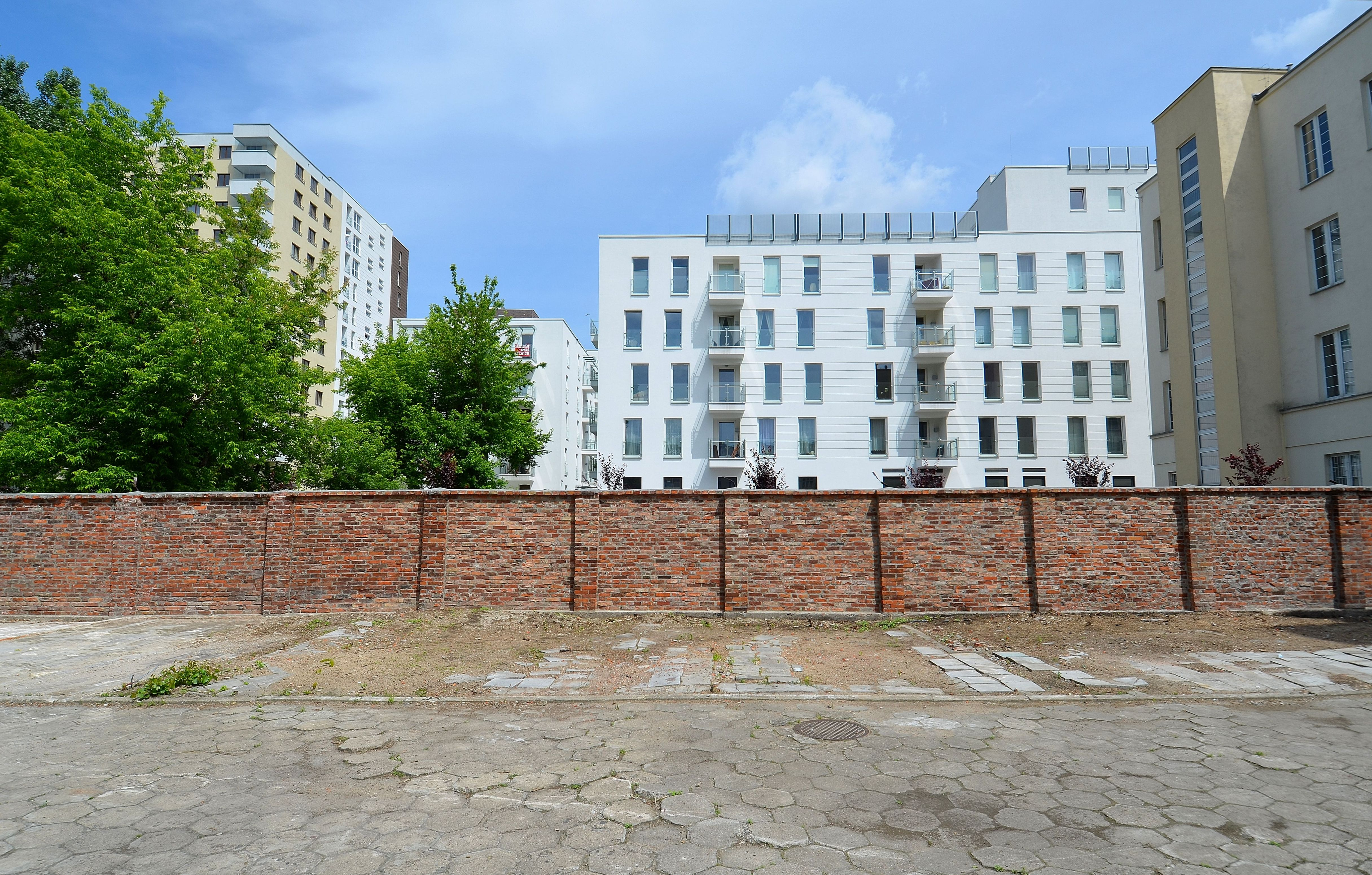
À l’arrière de Zespół Szkół Licealnych i Ekonomicznych nr 1, 10 rue Stawki.